# Heinrich Barth

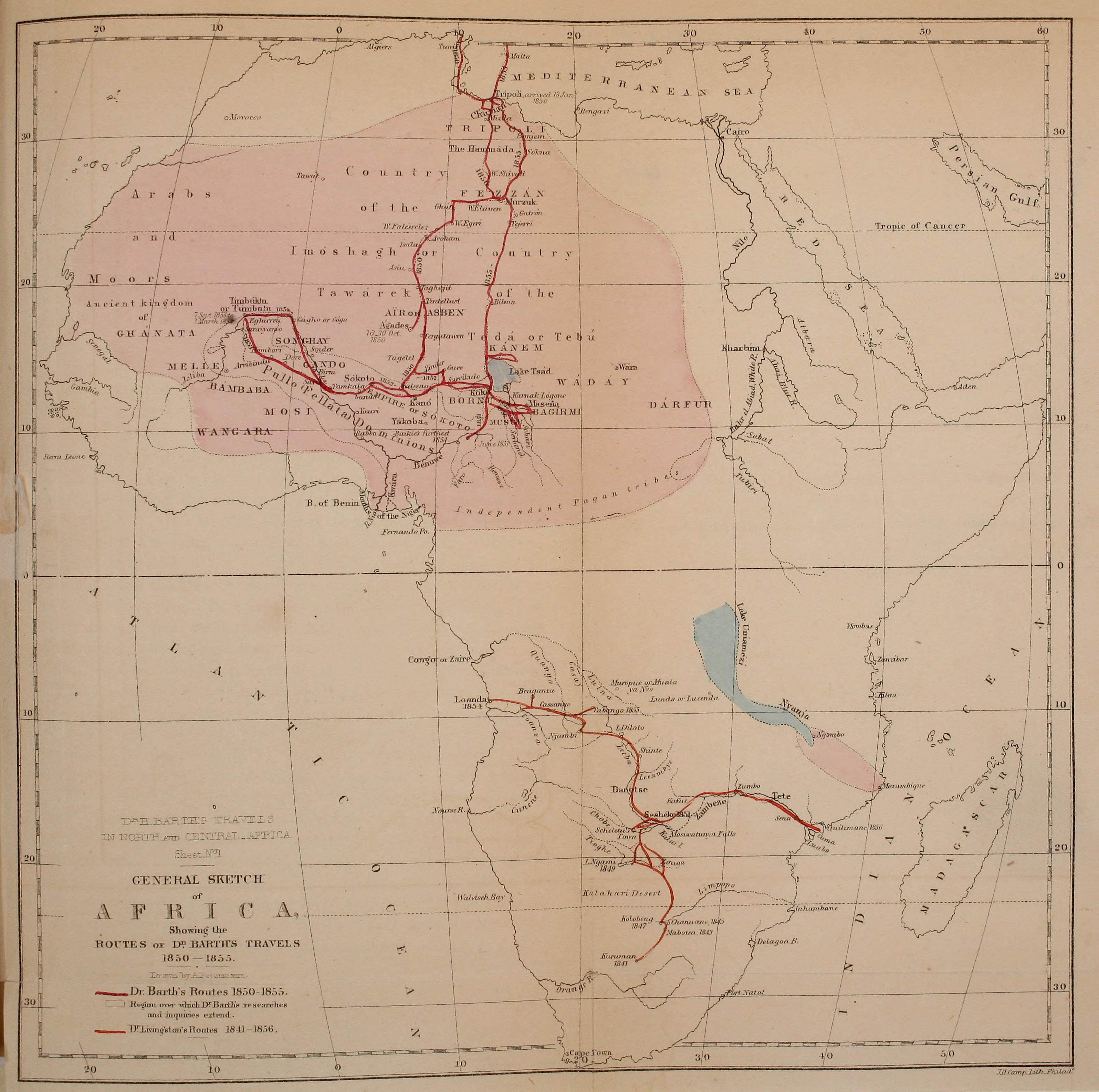
Barth megtett utazásai Afrika területén 1850 és 1855 között

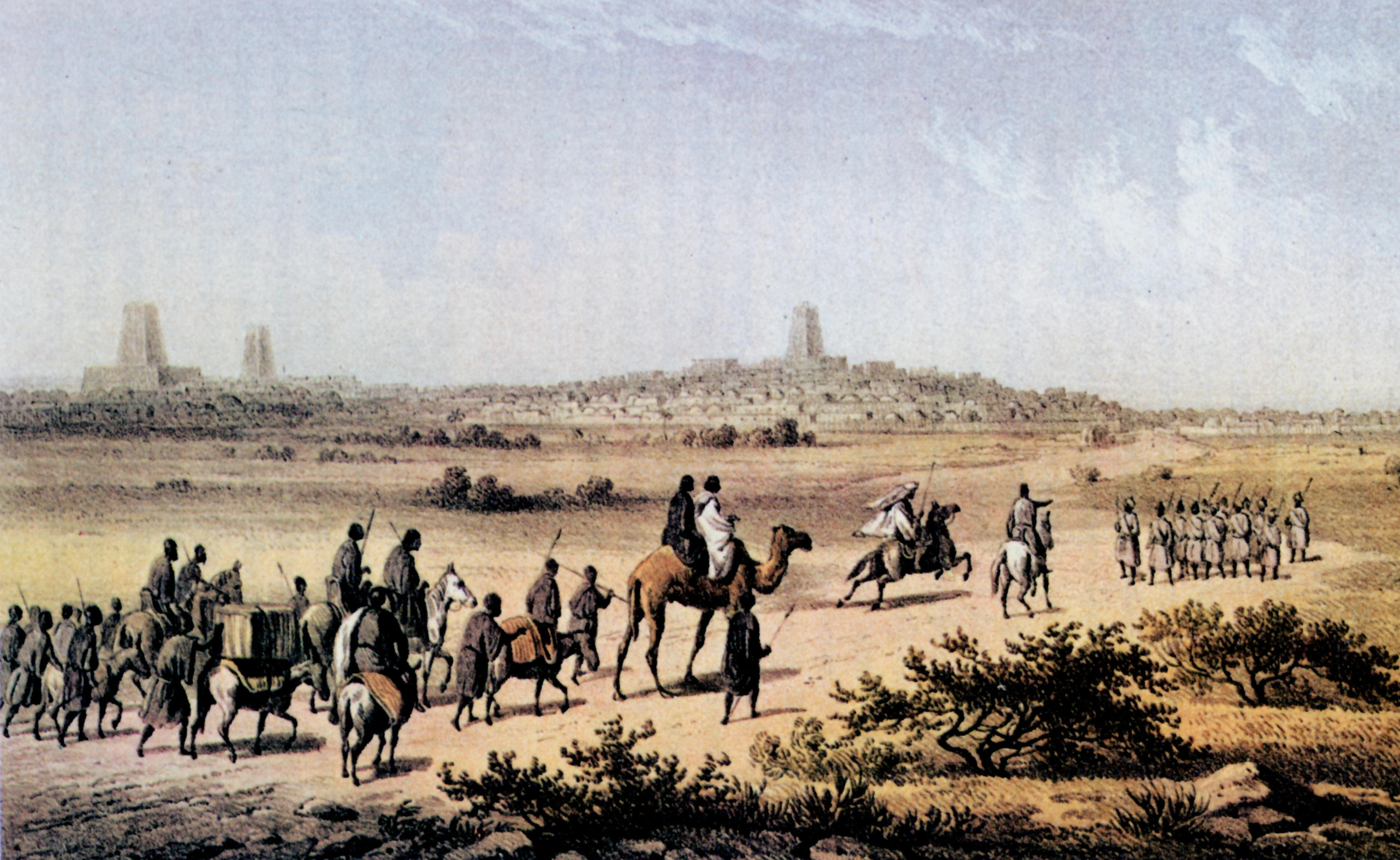
Heinrich Barth 1853. szeptember 7-én Timbuktuba érkezik

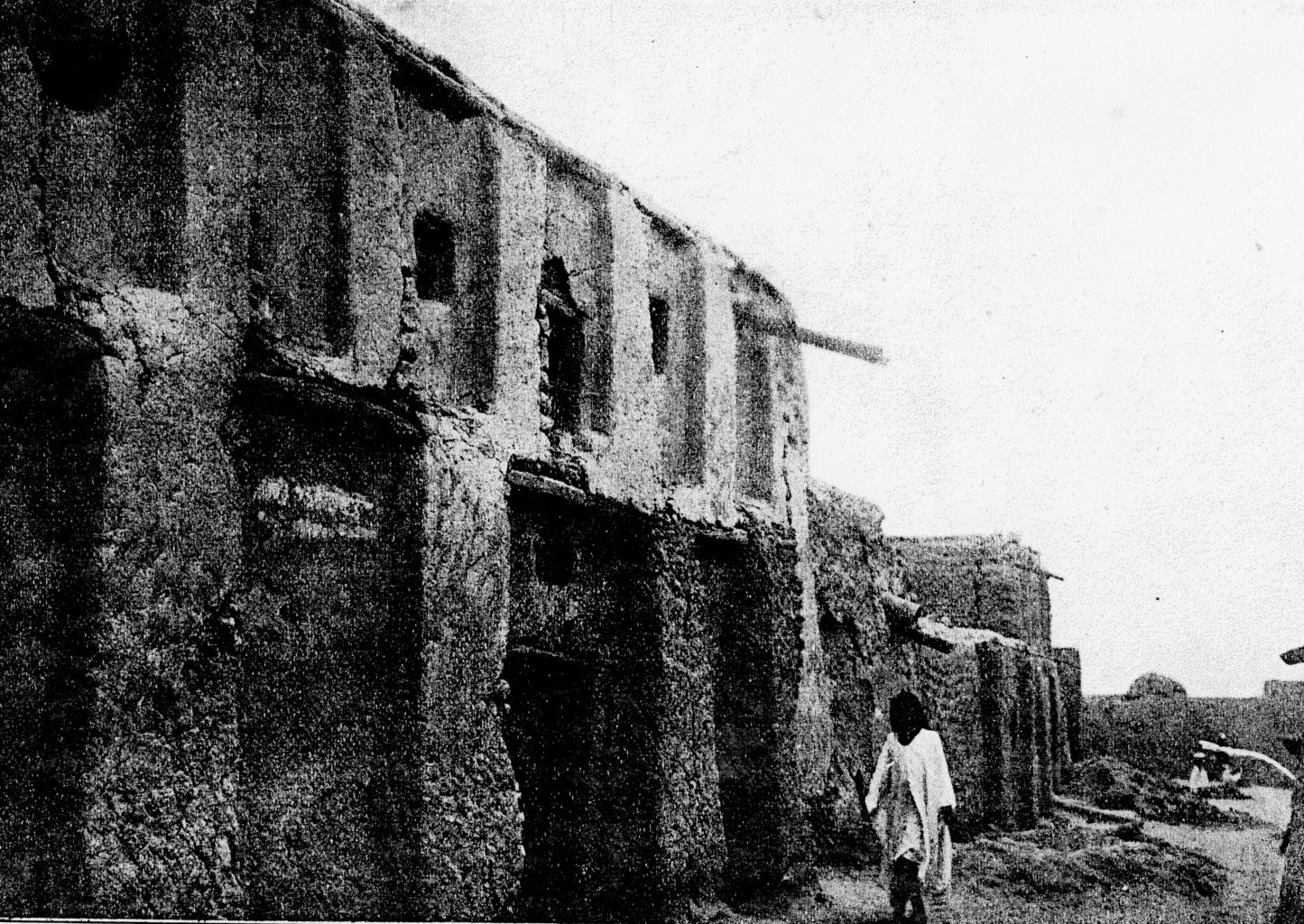
Barth timbuktui háza (1908-ban, nem sokkal az összeomlása előtt készült felvétel

Heinrich Barth (Hamburg, 1821. február 16. – Berlin, 1865. november 25.) német utazó, felfedező.

## Életútja
1840-ben még mint berlini diák Olaszországban járt és elhatározta, hogy be fogja utazni az ókori műveltség egész színhelyét. Miután Londonban arabul tanult, Tangerba utazott, ahonnan Marokkóba akart behatolni. Ez nem sikerülvén neki, tovább ment keletre és miután Algériának, Tunéziának és Tripolinak némely vidékeit bejárta, az ókori Cyrenaicán át Egyiptomba utazott. Egyiptom határán kirabolták, így naplói és vázlatai is elvesztek és épphogy élve el tudott menekülni. Azután a Nílus völgyén fölfelé és a sivatagon át utazott; eljutott Palesztinába, bejárta a szíriai partot, Ciprust, Kis-Ázsia déli és nyugati partvidékét és Konstantinápolyon meg Görögországon át három évi távollét után visszaérkezett hazájába.
1848-ban a berlini egyetem magántanára lett és Wanderungen durch dia Küstenländer des Mittelmeers című művének megírásához fogott. Miután annak első kötete megjelent (Berlin, 1849), Christian Bunsen és Petermann felszólítására Richardsonhoz csatlakozott, akit az angol kormány északi Afrika belsejének kikutatására küldött ki.
A hozzájuk csatlakozó Adolf Overweggel együtt 1849. december 11-én kötöttek ki Philippeville-ben, Algériában és onnan Tunézián át Tripoliba utaztak. Onnan indultak azután ki 1850. március 23-án Murzukba és a Szaharán át az Aszben oázis felé. Tin-Tellusztból Barth kirándulást tett Agadeszba, ahol másfél évszázad óta nem járt európai ember. Bornu határán, Damerghuban 1851. január 11-én elváltak egymástól az utazók és Barth Katszenába és Kanoba igyekezett. Richardson már március 3-án meghalt Kukától néhány napi járásnyira; naplóit Barth megmentette és Londonba küldte. Barth maga május 5-én találkozott Overweggel Kukában. Overweg ott maradt, Barth Adamauába utazott és ez útjában fedezte föl a Nigernek két nagy mellékvizét, a Binuét és Farot.
Július 22-én érkezett vissza Kukába, ahonnan azután Overweggel együtt Kanemba utazott és 1852. januárig Kukától délre Muszgoországban is járt. Onnan visszatérvén, Bagirmiba utazott, annak fővárosában hosszabb ideig időzött, ott nagy térképészeti munkát végezett és részletes tudósítást írt Bagirminak, Vadainak és a szomszédos tájaknak történetéről, földrajzáról és régiségeiről és többé-kevésbé gazdag szógyűjteményt állított össze ama országok 11 nyelvéből. Egyszersmind a nagy Sári folyót is kikutatta.
1852. szeptember 27-én Overweg is meghalt a Csád-tónál. Barth az ő jegyzeteit is megmentette és Londonba küldte, azután Szokotoba utazott, melynek fejedelme barátságosan fogadta. 1853. június 12-én elérte Szayt, a Niger mentének egyik fontos kereskedőhelyét és a folyamon átkelve, az európaiaktól még nem látott Gurmán, Libthakon és Dallán át szeptember 7-én Timbuktuba jutott. Ott elkészítette a nyugat-afrikai országok térképét és csillagászati megfigyeléseivel pontosan megállapította a városnak sokat vitatott földrajzi fekvését. Mikor megtudták, hogy keresztény, élete veszélyben forgott; de végül 1854. május 8-án mégis elutazhatott.
Gagoban mint az angolok követe ünnepélyesen szerződést kötött, mely szerint azontúl szabad volt az angol hajóknak a Niger ama részén is járni. Augusztus 30-án Vurnoba ért, amelyet egészségesen hagyott el október 5-én; 18-án már Kanoba jutott. Onnan csak november közepén mehetett tovább Bornu felé. Kano és Kuka között, Bundinál december 1-jén találkozott az utána küldött Vogellal. Vogel Szinderbe ment tovább, Barth pedig Kukába utazott, ahol ünnepélyesen fogadták december 12-én. Vogel december 28-án érkezett ugyanoda és egy hónapot együtt töltött el a két híres utazó. Barth 1855. május elején indult el északra, hazafelé. Bitmán és Murzukon át augusztus 21-én érte el Tripolit és szeptember 8-án Marseille-t.
Barth hat évi utazása korszakalkotó volt az afrikai felfedezések történetében. Előbb az érdekes Aszben országot kutatta ki azután a Binue folyam felső szakaszára bukkant, térképre vette a nagy Adamaua országot, először írta le pontosan Bagirmi és Vadai országokat és a Gando és Hamd-Allahi országokat is ő fedezte föl. Sikerei élénkebb érdeklődést keltettek Afrika iránt. Barth útleírásának címe: Reisen und Entdeckungen in Nord- und Zentral-Afrika (Gotha, 1857-59. 5 kötet; kivonatosan uo. 1859-60, 2 kötet). A londoni és párizsi földrajzi társaságok nagy aranyérmükkel tüntették ki, az oxfordi egyetem pedig tiszteletbeli doktorává választotta. Ő maga újra megkezdte Berlinben egyetemi előadásait.
Útleírása befejezése után 1858-ban Kis-Ázsiába utazott; vele ment Mordtmann is. E régészeti szempontból tett utazásának eredményeit a Reise von Trapezunt durch die nördliche Hälfte Kleinasiens (Gotha, 1860) tartalmazza. 1863-ban az 1859-ben meghalt mesterének, Ritternek tanszékére nevezték ki, akinek emlékére a Ritter-alapítványt létesítette. 1861-ben Spanyolországban, 1862-ben Kelet-Törökországban járt (Reise quer durch das Innere der eur. Türkei, a berlini Zeitschrift für allgemeine Erdkundeban 1863-64). 1864-ben Olaszországban, 1865-ben Dalmáciában és Montenegróban utazott. Nagy afrikai utazásának filológiai eredménye: Sammlung und Bearbeitung Zentralafrikanischer Vokabularien. (Gotha, 1862-66. 3 rész.)